# 召華塔拉哈 (波)
召華塔拉哈 (波)（？—1806年），又名召華波，柬埔寨攝政。
1782年，柬埔寨發生內亂，國王安英（涅列列謝三世）出奔暹羅，被暹羅王拉瑪一世扣留。召華波被任命為披耶·甲叻洪，成為柬埔寨的國防大臣。1794年，安英獲准返回烏棟後。安英隨即與攝政昭披耶·阿派普貝 (本)發生對立，為避免柬埔寨陷入內亂，本被召到了暹羅，由波擔任召華塔拉哈，成為柬埔寨的攝政。
塔拉哈 (波)擔任攝政期間，暹羅和越南阮主都向柬埔寨徵調差役。暹羅曾徵調高棉人去曼谷開鑿運河，越南阮主則徵調高棉人去攻打西山叛軍。
1796年，安英逝世。安英的兒子們都年幼，其中長子安贊年僅五歲。暹羅把安贊扣留在曼谷，不讓他歸國繼位。直到1806年，塔拉哈 (波)病逝，安贊才獲准回到柬埔寨繼位。同時，暹羅派遣披耶·扎克里 (本)（พระยาจักรี (แบน)，茶知卞）、披耶·甲叻洪 (孟)（พระยากลาโหม (เมือง)，高羅歆芒）二人監督柬埔寨內政。